# Associazione Calcio Entella 1938-1939
Questa voce raccoglie le informazioni riguardanti l'Associazione Calcio Entella nelle competizioni ufficiali della stagione 1938-1939.

## Divise
| Prima divisa |

## Rosa
| N. |                   | Ruolo | Calciatore             |
| -- | ----------------- | ----- | ---------------------- |
|    | Italia (bandiera) |       | Secondo Arigotti       |
|    | Italia (bandiera) |       | Paolo Bacigalupo       |
|    | Italia (bandiera) |       | Guido Bella            |
|    | Italia (bandiera) |       | Mario Bossarelli       |
|    | Italia (bandiera) |       | Vittorio Bulla         |
|    | Italia (bandiera) |       | Giovanni Cambiaso      |
|    | Italia (bandiera) |       | Giovanni Canale        |
|    | Italia (bandiera) |       | Enrico Castagnino (II) |
|    | Italia (bandiera) |       | Romolo Castagnino (I)  |
|    | Italia (bandiera) |       | Pietro Caviglia        |
|    | Italia (bandiera) |       | Giuseppe Custo         |

| N. |                   | Ruolo | Calciatore         |
| -- | ----------------- | ----- | ------------------ |
|    | Italia (bandiera) |       | Antonio Galleni    |
|    | Italia (bandiera) |       | Michele Giacchino  |
|    | Italia (bandiera) |       | Abramo Guidetti    |
|    | Italia (bandiera) |       | Albino Lena        |
|    | Italia (bandiera) | D     | Rodolfo Martinetto |
|    | Italia (bandiera) |       | Luigi Pusineri     |
|    | Italia (bandiera) |       | Mario Riverola     |
|    | Italia (bandiera) |       | Santino Scapparone |
|    | Italia (bandiera) |       | Carlo Testino      |
|    | Italia (bandiera) |       | Luigi Traverso     |
|    | Italia (bandiera) |       | Luigi Villa        |